# Trustfall (canción)
«Trustfall» es una canción de la cantante estadounidense Pink, lanzada como el segundo sencillo de su noveno álbum de estudio Trustfall el 27 de enero de 2023. Fue coescrita por Pink junto a Johnny McDaid y Fred Again, quienes también produjeron la canción.

## Composición
«Trustfall» ha sido descrita como un «synth pop club banger» y un «himno electro emocional», alejándose de su «característico sonido pop rock». La canción contiene un «contundente ritmo EDM» y letras «cargadas de emoción» sobre enfrentar el miedo y confiar en que todo saldrá bien.

## Recepción de la crítica
La canción recibió en general críticas positivas de los expertos musicales. John Murphy de musicOMH declaró que «Trustfall» está «entre lo mejor de su trabajo» y la describió como un «himno electro palpitante que [...] recuerda a Robyn». De manera similar, Michael Cragg, escribiendo para The Guardian, calificó la canción «palpitante y al estilo de Robyn» como uno de los «pocos desvíos agradables» en su álbum. Por su parte, el crítico Jeffrey Davies de PopMatters destacó que la «producción EDM [...] pide ser puesta en repetición». Ed Power de The Irish Examiner consideró que la canción es un «éxito sombrío, con Pink llevando sus roncas voces al límite mientras el maestro de la música house Fred Again añade ritmos brillantes y animados».
Lucy Case de Renowned for Sound describió la canción como un «himno moderno de EDM repleto de las voces potentes de P!nk», mientras que Sam Damshenas señaló que «Trustfall» «marca un gran alejamiento del característico sonido pop-rock de P!nk con un ritmo EDM palpitante». Arwa Haider del Financial Times señaló que la «pista principal impulsada por el EDM [...] podría haber conectado emocionalmente. Pero el habitualmente audaz Fred Again suena contenido aquí en un "groove épico" genérico, aunque elevado por las voces de Pink». Menos impresionada, Kate French-Morris de The Telegraph calificó a «Trustfall» como un «éxito robustamente insulso». En una crítica negativa, Roisin O'Connor de The Independent escribió: «La canción principal toma demasiado del estilo de Robyn y, como resultado, solo te recuerda que la artista de "Dancing On My Own" lo hace mejor».

## Video musical
El videoclip de la canción se lanzó el mismo día que el sencillo y fue dirigido por Georgia Hudson. Está protagonizado por Pink y una joven que intenta reunir la confianza para hablar con un hombre que le interesa en una fiesta en casa. Pink también aparece sobre el techo de un hotel y baila en una calle oscura, con una coreografía a cargo de Ryan Heffington.

## Premios y nominaciones
| Premio                 | Año  | Categoría | Resultado | Ref.   |
| ---------------------- | ---- | --------- | --------- | ------ |
| MTV Video Music Awards | 2023 | Mejor pop | Nominada  | [ 13 ] |

## Posicionamiento en listas
| Listas (2023)                               | Mejor posición |
| ------------------------------------------- | -------------- |
| Australia (ARIA)                            | 19             |
| Austria (Ö3 Austria Top 40)                 | 12             |
| Bielorrusia (TopHit)                        | 72             |
| Bélgica (Flandes) (Ultratop 50)             | 7              |
| Bélgica (Valonia) (Ultratop 50)             | 3              |
| Canadá (Canadian Hot 100)                   | 24             |
| Canadá (Canada AC)                          | 1              |
| Canadá (CHR/Top 40)                         | 36             |
| Canadá (Hot AC)                             | 4              |
| CIS (TopHit Airplay)                        | 39             |
| Croacia (HRT)                               | 3              |
| República Checa (Rádio Top 100)             | 2              |
| Dinamarca (Airplay danés)                   | 9              |
| Estonia (TopHit)                            | 4              |
| Francia (SNEP)                              | 43             |
| Alemania (Offizielle Deutsche Charts)       | 17             |
| Global 200 (Billboard)                      | 70             |
| Hungría (Rádiós Top 40)                     | 29             |
| Hungría (Single Top 40)                     | 7              |
| Irlanda (IRMA)                              | 11             |
| Japón (Billboard Japan)                     | 13             |
| Letonia (LAIPA)                             | 1              |
| Lituania (AGATA)                            | 67             |
| Lituania (TopHit)                           | 7              |
| Países Bajos (Dutch Top 40)                 | 7              |
| Países Bajos (Mega Single Top 100)          | 32             |
| Nueva Zelanda (Recorded Music NZ)           | 36             |
| Noruega (VG-lista)                          | 24             |
| Polonia (Polish Airplay Top 100)            | 1              |
| Polonia (Polish Streaming Top 100)          | 57             |
| Rumania (TopHit)                            | 32             |
| Eslovaquia (Rádio Top 100)                  | 3              |
| Suecia (Sverigetopplistan)                  | 26             |
| Suiza (Schweizer Hitparade)                 | 8              |
| Turquía (Radiomonitor Türkiye)              | 3              |
| Ucrania (TopHit)                            | 29             |
| Reino Unido (UK Singles Chart)              | 14             |
| Estados Unidos (Billboard Hot 100)          | 82             |
| Estados Unidos (Adult Contemporary)         | 15             |
| Estados Unidos (Adult Top 40)               | 5              |
| Estados Unidos (Hot Dance/Electronic Songs) | 3              |
| Estados Unidos (Mainstream Top 40)          | 20             |